# Nicomedes Santa Cruz
Nicomedes Santa Cruz Gamarra (Lima, 4 de junio de 1925 - Madrid, 5 de febrero de 1992) fue un decimista peruano que llevó la cultura de su país por distintos lugares del mundo.

## Biografía
Nicomedes Santa Cruz nació el 4 de junio de 1925, en el distrito limeño de La Victoria (Perú). Fue el noveno de los diez hijos de Nicomedes Santa Cruz Aparicio y de Victoria Gamarra Ramírez. Al concluir el colegio, se dedicó a trabajar en la herrería familiar en la avenida Abancay en Chacra Colorada, en el distrito de Breña, oficio que realizó hasta 1956, cuando abandonó el taller y se dedicó a recorrer el Perú y toda Latinoamérica. Al retornar a Lima decidió que se convertiría en artista. Su cercanía con Porfirio Vásquez, a quien conoció en 1946, influyó de manera decisiva en su formación como decimista.
En los primeros años participó en Salta, Argentina, en el Festival Folklórico Latinoamericano, deslumbrando a los salteños con su poema sobre lo blanquinegrindio.
Asumió la tarea de revivir el folclore afroperuano que organizó con su hermana Victoria Santa Cruz (1956-1961), a través de actuaciones radiofónicas y sus colaboraciones en los diarios peruanos Expreso y El Comercio, y otras publicaciones.
A partir de 1956 recorrió el Perú recopilando cantos populares. Debutó en los escenarios la noche del 11 de mayo de 1957, en el Teatro Municipal de Lima presentando la revista musical “Estampas de Pancho Fierro”, dentro de un espectáculo denominado Ritmos negros del Perú. Su debut radiofónico lo realizó un mes después, el 11 de junio, en Santiago de Chile, en Radio Corporación. Al año siguiente hizo su primera presentación internacional, en el Teatro Municipal de Buenos Aires en Argentina con su espectáculo Ritmos negros del Perú.
También incursionó en el periodismo, en la radio y la televisión. Entre 1961 y 1962 se interesa en la política, teniendo una limitada afinidad con posturas de izquierdas, y toma conocimiento de la Revolución Cubana. No así, al ver la realidad de lo que esas posturas e ideologías representaban, en especial de la situación en Cuba, desiste de su interés en dichos temas, volviendo a sus pensamientos ideológicos no relacionados con la izquierda.
Nicomedes siguió participando en eventos para promover la cultura afroperuana, viajando a Brasil en 1963 y a Cuba en 1967. En su carrera destaca la dirección del primer Festival de Arte Negro, realizado en San Vicente de Cañete, en agosto de 1971. Otro de sus viajes tuvo como destino África en 1974, donde participa en el coloquio Négritude et Amérique Latine. Ese mismo año viajó a Cuba y a México, participando en una serie de programas televisivos. A estos países les siguieron Japón (1976), Colombia (1978), Cuba (1979), Panamá (1980).
Desde 1981, se trasladó a Madrid, donde residió hasta su muerte. Allí fue periodista en Radio Exterior de España. En 1982 se publicó su libro La décima en el Perú, cuyo poema «La escuelita» es uno de los más conocidos. Al mismo tiempo en 1987, colaboró en la preparación del disco de larga duración España en su Folklore, sin descuidar sus presentaciones en diversos países. En 1989, impartió un seminario sobre la cultura africana en Santo Domingo (República Dominicana) y al año siguiente participó en la expedición Aventura 92, que recorrió puertos de México y Centroamérica. 
Afectado por un cáncer de pulmón, falleció el 5 de febrero de 1992, después de haber sido intervenido quirúrgicamente en el Hospital Clínico de Madrid.

## Discografía
- Gente Morena (1957)
- ¡Canto y poesía negroide! (1958)
- Nicomedes Santa Cruz y su Conjunto Kumanana (1959; Canadá, 1994)

- ¡Ingá! (1960)
- Décimas y Poemas Afro-Peruanos (1960)
- Cumanana: Poemas y Canciones (1964)
- Octubre Mes Morado (1964)
- Cumanana: Antología Afroperuana (1965; 1970)
- Canto Negro (1968)
- Cantares de la tierra sin patrones (1971)
- Los Reyes del Festejo (1971)
- América Negra (1972)
- Nicomedes en la Argentina (1973)
- Socabón (1974)
- Ritmos negros del Perú (1979)
- Décimas y Poemas (1980; 2014)
- España en su Folklore (1987)

## Obra escrita
- Décimas (Lima, 1959)
- Cumanana (Lima,1964)[7]
- Canto a mi Perú (Lima, 1966)
- Décimas y poemas: Antología (Lima, 1971)
- Ritmos negros del Perú (Buenos Aires,1973)
- Rimactampu: Rimas al Rímac (Lima, 1972)
- La décima en el Perú (Lima, 1982)
- Canto Negro (2004)
- Obras completas I. Poesía (1949-1989) (2004)
- Obras completas II. Investigación (1958-1991) (2004)